# Teatro Trianon
Teatro Trianon est un théâtre public dédié à la chanson napolitaine, entre tradition et contemporanéité, situé à Naples, en Italie. Il se dresse depuis 1911 au cœur du centre historique de Naples, classé au patrimoine mondial de l'UNESCO, sur la place Vincenzo Calenda, à la sortie de Forcella et à proximité du Castel Capuano et des Decumani.

## Histoire
Depuis son inauguration, le Trianon mise tout sur la programmation musicale, axée principalement sur la tradition de la chanson napolitaine. Après avoir été racheté en 1923 par Giuseppe De Simone et Gennaro De Falco, il est acquis en 1940 par Gustavo Cuccurullo qui, en 1947, le transforme en salle de cinéma et le rebaptise « Splendore ». Au fil des ans, il accueille les plus grandes familles du théâtre : des Scarpetta aux De Filippo, des Viviani aux Taranto, des Maggio aux Di Maio, ainsi que des acteurs tels que Nicola Maldacea et Totò et des chanteurs tels que Elvira Donnarumma, Mario Pasqualillo, Salvatore Papaccio. Par la suite, dans les années 1950 et 1960, le théâtre accueille des manifestations piedigrottesques qui ont vu se produire des chanteurs tels que Sergio Bruni, Mario Trevi, Pino Mauro et d'autres artistes napolitains.
Le 7 décembre 2002, Gustavo Cuccurullo, un arrière-petit-fils du même nom, redonne à la salle son ancienne dimension théâtrale, en reprenant le nom de théâtre Trianon et en inaugurant la saison avec Eden Teatro de Raffaele Viviani, mis en scène par Roberto De Simone. Depuis avril 2006, le théâtre est devenu public, avec comme associés la région Campanie et la province de Naples, et est dédié au grand dramaturge et acteur Raffaele Viviani,.
Au cours de la décennie, le théâtre accumule une dette de près de 500 000 euros auprès de l'INPS, d'un particulier (le directeur des travaux) et de plusieurs établissements de crédit, notamment la Banco di Napoli et la Banca Nazionale del Lavoro. Cela conduit à la fermeture de la structure et à sa mise aux enchères le 17 juin 2014 avec un prix de départ de 4,5 millions d'euros. Cependant, l'enchère est déserte. Le 3 juillet, il est remis aux enchères pour 3,37 millions d'euros. Une fois de plus, l'enchère échoue. Le 15 janvier 2015, la nouvelle de la possibilité de vendre le théâtre à bas prix et de le transformer en supermarché ou en salle de bingo est rendue publique. Cette nouvelle suscite des protestations de la part des employés et de la population,. Le 19 mai de la même année, à l'occasion des élections à la présidence de la région Campanie, Vincenzo De Luca, candidat du Parti démocrate et adversaire de Caldoro, organise une réunion devant le théâtre, à laquelle participe activement l'ancien directeur artistique Nino D'Angelo,. Devenu président de la région, De Luca reçoit D'Angelo au palais Santa Lucia le 23 juillet afin de définir un plan de travail pour la réouverture du teatro Trianon. Le 26 novembre 2016, à l'issue des travaux, le théâtre est inauguré par De Luca et rouvert au public sous la direction artistique de D'Angelo et la présidence de Giovanni Pinto. 